# Taco (billar)
El palo de billar o taco es el instrumento con el cual los jugadores de billar golpean las bolas para tratar de hacer carambolas o entronerar las bolas, dependiendo del juego. Los tacos de mejor calidad suelen ser desmontables en 5, 7 o incluso 4 piezas. Siendo una de las piezas la flecha, que es la mitad superior del taco, con un peso ligero y que debe cuidarse para producir la menor fricción posible con la mano del jugador y así no realizar movimientos inesperados. Existen reputados fabricantes de tacos de billar con sofisticados diseños y elevados precios como John Parris. El material suele ser madera fina (bubinga, palosanto, etc.) y otros más modernos como fibra de carbono.
La flecha a su vez tiene una punta de color blanco, que tiene un cuero, con el cual se golpean las bolas de marfil. Este debe ser frotado con tiza, para evitar el deslizamiento, el cuero si necesita tener el suficiente rozamiento para golpear la bola sin cometer una pifia al tratar de realizar tiros con efecto.
Las medidas del taco habitualmente rondan los 140 a 145 centímetros, y la punta entre los 10 y los 15 milímetros, dependiendo esto del juego, snooker, bola 8, billar francés.
- Datos: Q593707
- Multimedia: Cue sticks / Q593707